# Christian de Hesse-Cassel
 (juin 2021).
Le Prince Christian de Hesse-Cassel (danois : Christian af Hessen; allemand : Christian von Hessen) (14 août 1776 – 14 novembre 1814) est un prince allemand et membre de la Maison de Hesse-Cassel. En tant que fils du maréchal danois Charles de Hesse-Cassel et Louise de Danemark (1750-1831), il est membre de la Famille royale de Danemark et passe toute sa vie au Danemark.

## Biographie

### Jeunesse
Le prince Christian est né au Château de Gottorp, Schleswig, le troisième fils du Charles de Hesse-Cassel, gouverneur royal des deux duchés de Schleswig et de Holstein, et Louise de Danemark (1750-1831), elle-même fille du roi Frédéric V de Danemark.
En tant que membre de la Famille royale de Danemark, Christian est destiné à une carrière militaire au Danemark depuis son jeune âge. Il est nommé Colonel en 1783, Major-général en 1789 et en 1790, Commandant d'un Régiment. En 1803, il est nommé chevalier de l'Ordre de l'Éléphant. En 1805, il commande une Brigade de cavalerie dans le Holstein, et, comme tel, accompagne de son cousin le roi Frédéric VI de Danemark à Copenhague. En 1808, il aide à réprimer les troubles des troupes auxiliaires espagnoles à Roskilde et est nommé Lieutenant-général l'année suivante. En 1809, il est nommé commandant Général sur l'île de Fionie. Enfin, en 1812, il est fait Général de la cavalerie.

### Fiançailles
En septembre 1812, Christian est fiancé avec sa nièce, la princesse Caroline de Danemark, fille du roi Frédéric VI de Danemark et de la sœur de Christian, Marie-Sophie de Hesse-Cassel.
Déjà, à l'époque de ses fiançailles, le prince Christian est affaibli. Un an après, il est victime d'une syncope au Palais d'Odense. Peu de temps après, il devient clair qu'il est mentalement malade, souffrant de fréquents délires. Il est décédé le 14 novembre 1814, à l'âge de 38 ans à Odense, Danemark. Il est enterré dans l'Église de Saint-Jean à Odense, mais en 1862, ses restes sont transférés à la Cathédrale de Schleswig.